# Al-Jarubijja
Al-Jarubijja (arab. اليعربية) – miasto w Syrii, w muhafazie Al-Hasaka. W 2004 roku liczyło 6066 mieszkańców.